# 雷顿教授与不可思议的小镇
《雷頓教授與不可思議的小鎮》是一款的任天堂DS用益智冒險遊戲。游戏由Level-5开发并在日本发行，其他地域则由任天堂发行。游戏于2007年在日本上市，PAL区和北美则在随后的2008年发行。《不可思议城镇》是雷顿教授系列的第一作，其正统续作为《雷顿教授与恶魔之箱》。
游戏故事发生在虚构小镇“谜之小镇”，并讲述了艾尔夏尔·雷顿教授和学生的路克·特莱顿为解开拉姆福德遗产“黄金果实”而进行探索的故事。而小镇的居民喜欢脑筋急转弯，并经常要求玩家帮助他们解开谜题，玩家需要通过操作游戏机触屏来提交答案，以得到小镇居民的合作。
《雷顿教授与不可思议城镇》通常受到了好评，评论称赞游戏将冒险与解谜结合的做法及游戏的过场动画。游戏在日本售出超过100万份，而在日本以外的销量为317万。

## 故事背景
主角是一名考古學家「雷頓教授」（レイトン教授）。一日他收到來自「不可思議的小鎮」的委託書，希望他能夠去解開鎮上發生的神祕事件，於是雷頓教授和助手「路克」（ルーク）便動身前往不可思議的城鎮。

## 角色與配音員
- 雷頓教授（レイトン教授，配音：大泉洋）
- 路克少年（ルーク少年，配音：堀北真希）
- 神祕少女（謎の少女，配音：能登麻美子）
- 莎隆美夫人（サロメ夫人，配音：田中敦子）

## 遊戲內容
遊戲主要的內容是和城鎮中的人對話、四處探索，想辦法找出神祕事件的真相，同時必須解開鎮民提出的各種謎題（有時也會有隱藏在畫面中的謎題）。謎題有許多不同的種類，每道謎題並沒有時間或步驟數限制，但會提示玩者該謎題最短可解開的步驟或時間，因此在遊玩時並不會感到壓力。
此外，遊戲還支援網路下載謎題（謎題通訊週刊），每週都會增加新謎題，可利用任天堂DS的網路功能下載。

## 開發
遊戲中的各種謎題是由日本千葉大學的多湖輝教授監修，他同時也是一名心理學家。本遊戲是由LEVEL-5的社長日野晃博製作，謎題的設計是受到日野小時候喜歡的益智書籍《頭腦體操》的影響，因此在遊戲中有大量出自該書的謎題，該書在當年於日本銷售超過1,200萬本。同時《頭腦體操》的作者多湖輝野提供了20個全新的謎題，專門配合任天堂DS的獨特功能所研發的。

## 评价
《不可思议城镇》通常受到了媒体的好评。评价汇总网站Game Rankings上，游戏的平均分是86%（48个评价）。而在Metacritic上，游戏的平均分为85/100（57个评价）。对于将“脑筋急转弯”与冒险风格结合的游戏设定，媒体的评价褒贬不一。一些评论认为游戏成功的将二者结合起来，1UP.com的评价称游戏的制作手法远胜于融入游戏环境的难题。而另一些评论则表示游戏并没有将二者很好地融合，Game Informer的评论表示，在玩家忙于解决无数小谜题的之时，主线剧情之谜已经基本暴露于玩家面前了。有评论称游戏重玩一遍的价值不大，一旦所有的难题得到解决后，就再没有什么要素值得重玩了。游戏的呈现，如常规欧洲动画风格的过场动画受到了评论的赞赏。《Hyper》杂志的达伦·威尔斯因“巧妙地理念，大量的求解与解锁及意想不到的呈现”而称赞了游戏。然而他也批评了“解一些谜题时放着音乐令人可恼”。《任天堂力量》将游戏结尾列入任天堂主机游戏最佳结尾中，其理由是玩家的许多发现都是在尾声之中。
《不可思议城镇》2007年在日本售出70万份。在北美，游戏发售前三周都占据着任天堂DS游戏销量榜之首.。游戏在英国重新进货后，《雷顿教授》的销量增长了65%，并从销量榜第10名排到了第四名。

### 奖项
《雷顿教授与不可思议城镇》获得了2008年度电子游戏颁奖盛典之最佳掌机游戏奖，GameSpy 2008年度最佳任天堂游戏奖及GameSpy 2008年度全平台十佳游戏奖。2009年3月，游戏获得了英国学会电子游戏奖之最佳掌机奖。在IGN 2008年度电子游戏奖中，游戏获任天堂DS最佳益智游戏奖的提名，同时游戏还获2008儿童BATFA最佳电子游戏奖的提名。游戏成为了GiantBomb 2008年度最佳任天堂DS游戏。《雷顿教授与不可思议城镇》选入了被Eurogamer 2008年之15个年度游戏及GameSpy的2008年年度DS游戏。游戏还获得了《任天堂力量》杂志“年度最佳益智游戏”奖。在2009年2月，《雷顿教授与不可思议城镇》获得由Adventure Gamers颁发Aggie奖之最佳家用机/掌机冒险游戏奖一等奖。游戏在2008年G4 G-phoria上被提名最佳掌机游戏奖。

## 音乐
收录了游戏中出现所有音乐的原声碟名为《雷顿教授与不可思议城镇原声音乐》（レイトン教授と不思議な町 オリジナル・サウンドトラック），并仅在日本发售。音乐略受法国风的影响。原声碟由西浦智仁作曲。

## 外部連結
- （日語）《雷頓教授與不可思議的小鎮》官方網站
- （日語）線上體驗版本
- （日語）LEVEL-5 官方網站 （页面存档备份，存于）
- （日語）製作人日野晃博和多湖輝教授的對談集（任天堂創作者之聲 Creator's Voice）
- 翻譯指南（日翻英） （页面存档备份，存于）